# Miltochrista okinawana
Miltochrista okinawana là một loài bướm đêm thuộc phân họ Arctiinae, họ Erebidae.